# NGC 85

NGC 85

 إن جي سي 85 أو NGC 85 هي مجرة في كوكبة المرأة المسلسلة اكتشفت في 15 نوفمبر 1873.

## روابط خارجية
- NGC 85 على موقع ويكي سكاي: DSS2, SDSS, GALEX, IRAS, Hydrogen α, X-Ray, Astrophoto, Sky Map, Articles and images